# اورسول (روسیه)
اورسول (به لاتین: Ursul) یک رود در روسیه است که در جمهوری آلتای واقع شده‌است.